# Jacques Braconnier
Pour les articles homonymes, voir Braconnier.
Jacques Braconnier, né le 13 juillet 1924 à Saint-Quentin et mort le 15 décembre 1999 dans la même ville, est un marchand de meubles et homme politique français.

## Biographie
Il est le suppléant du député Edmond Bricout.
Il effectue plusieurs mandats en tant que sénateur de l'Aisne de 1971 à 1988, conseiller général de Saint-Quentin-Nord de 1967 à 1998 et maire de Saint-Quentin de 1965 à 1977 et de 1983 à 1989. Il est aussi questeur au Sénat
De novembre 1973 à mars 1986, Jacques Braconnier est conseiller régional de Picardie.